# Сайтамський університет
Сайтамський університет (яп. 埼玉大学, さいたまだいがく; англ. Saitama University) — державний університет у Японії. Розташований за адресою: префектура Сайтама, місто Сайтама, район Сакура, квартал Сімо-Окубо 255. Відкритий 1949 року. Скорочена назва — Сай-дай (яп. 埼大, さいだい).

## Факультети
- Загальносвітній факультет (яп. 教養学部)
- Педагогічний факультет (яп. 教育学部)
- Економічний факультет (яп. 経済学部)
- Природничий факультет (яп. 理学部)
- Інженерно-технічний факультет (яп. 工学部)

## Аспірантура
- Аспірантура культурології (яп. 文化科学研究科)
- Педагогічна аспірантура (яп. 教育学研究科)
- Аспірантура економіки (яп. 経済科学研究科)
- Природничо-технічна аспірантура (яп. 理工学研究科)